# Stingwray
Stingwray — сингл американського індастріал-метал гурту Static-X з їх шостого альбому Cult Of Static.
Ця пісня написана про автомобіль Corvette Stingray дружини вокаліста гурту. Хоча ця пісня - перший сингл з альбому Cult of Static, пісня «Lunatic» з того ж самого альбому була випущена як саундтрек до фільму Каратель: Територія війни, за кілька місяців до випуску цього синглу. Пісня раніше була доступна для завантаження з інтернету за певну плату.
Кліп на пісню показує, як дружина Вейна Статіка Тера Рей руйнує будинок, поки гурт грає в різних кімнатах цього занедбаного будинку, і як вони їдуть у машині Corvette Stingray.

## Сингл
| #  | Назва       | Тривалість |
| -- | ----------- | ---------- |
| 1. | «Stingwray» | 4:12       |

## Склад
- Вейн Статік - вокал, ритм-гітара
- Коічі Фукуда - соло-гітара, клавішні, програмування
- Тоні Кампос - бас-гітара, бек-вокал
- Нік Ошіро - барабани